# Veguillas de la Sierra
Veguillas de la Sierra es un municipio y localidad española de la provincia de Teruel, en la comunidad autónoma de Aragón. El término municipal, ubicado en la comarca de la Comunidad de Teruel, tiene una población de 24 habitantes (INE 2024).

## Geografía

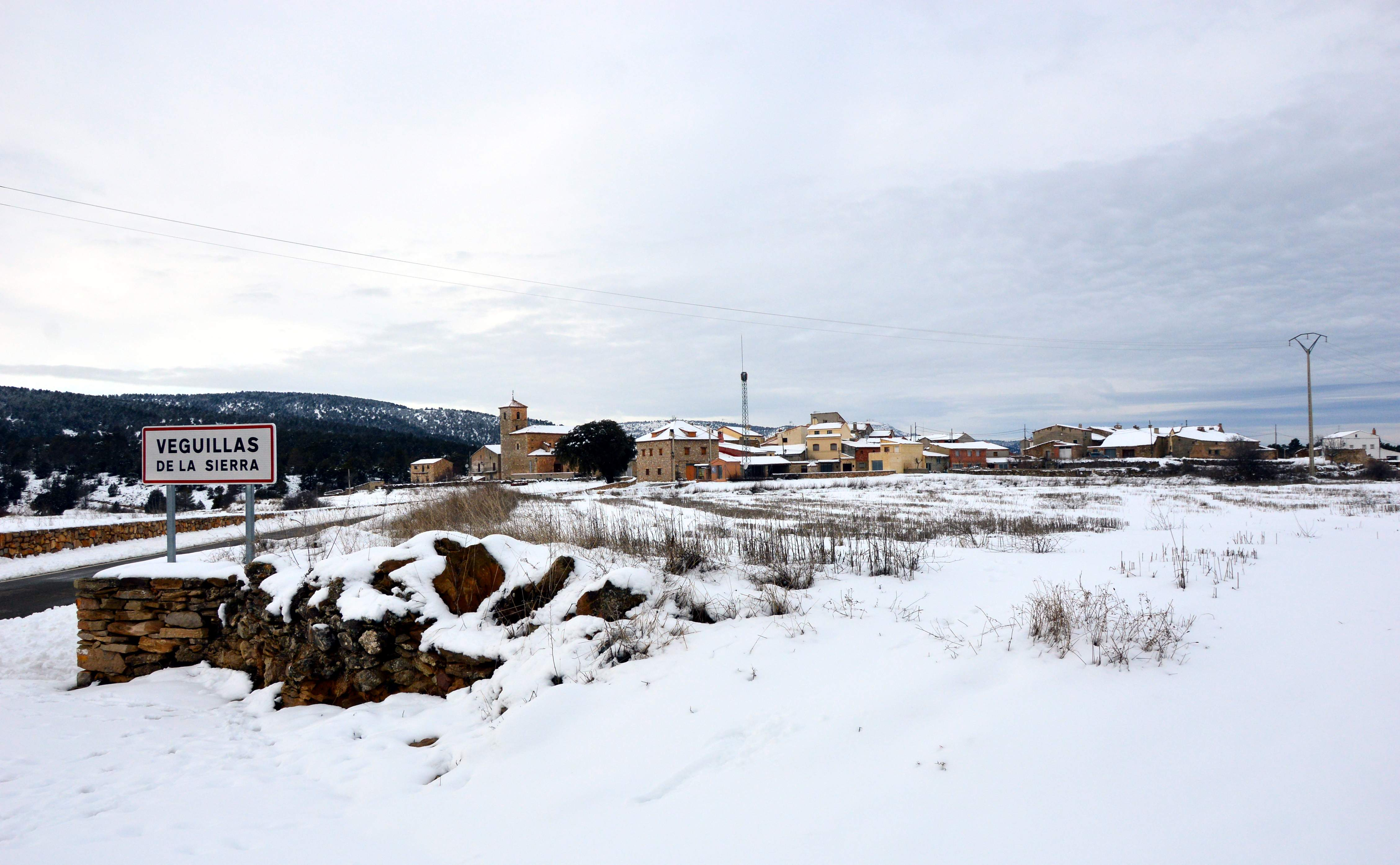
Vista general meridional de Veguillas, tras la nevada de enero de 2017

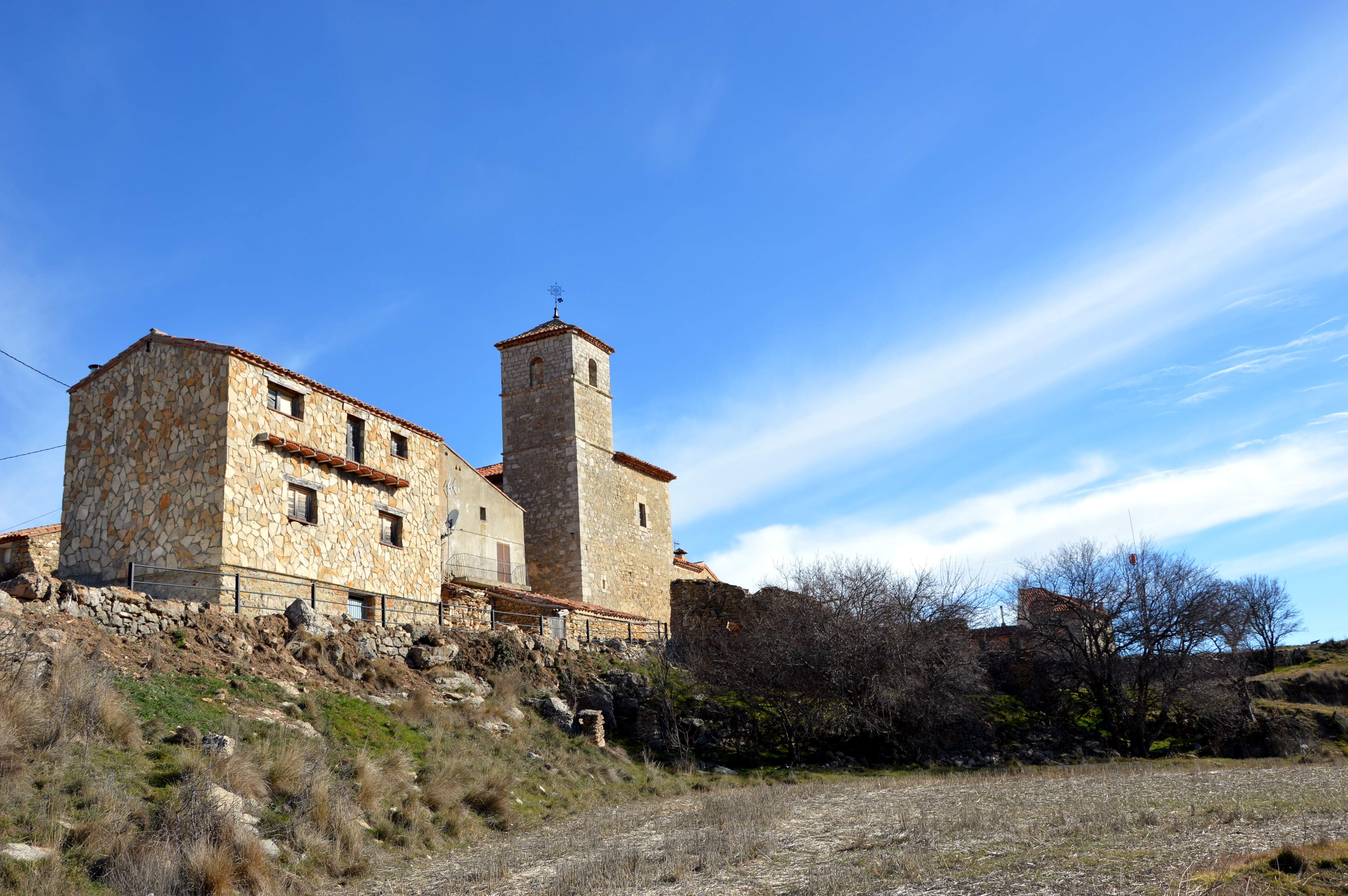
Iglesia parroquial,

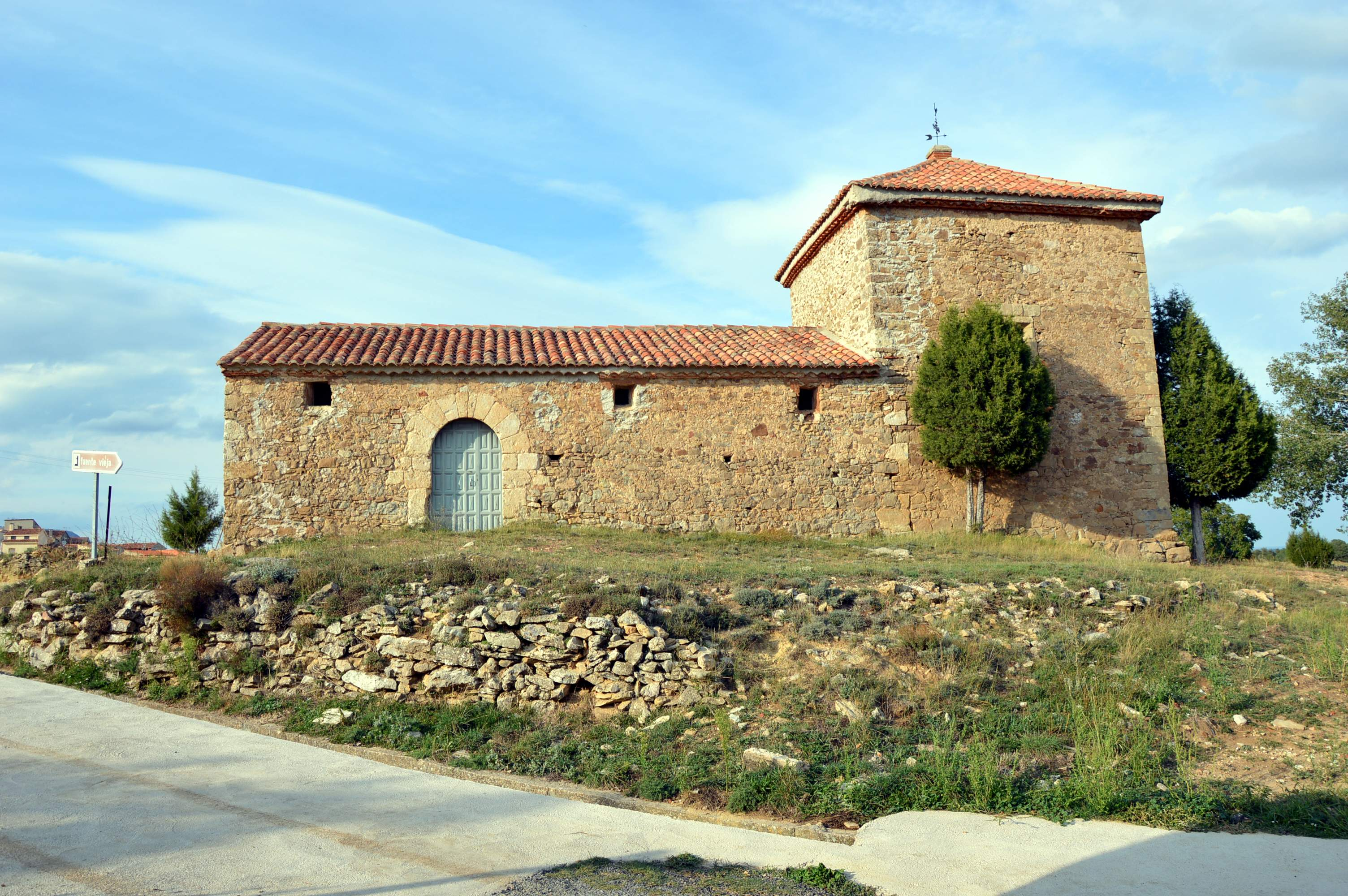
Ermita de San Marcos,

Se halla a 1270 m de altitud sobre el nivel del mar, tiene una extensión de 13,67 km² y una población de 20 habitantes (INE 2018) siendo su densidad de 2,12 hab./km².
Seis calles y una plaza configuran un casco urbano compuesto por medio centenar de casas repartidas en dos núcleos, ubicados en torno a la plaza por un lado y a lo largo de la calle Cantón por otro.

## Historia
A mediados del siglo XIX, el lugar tenía contabilizada una población de 132 habitantes. Aparece descrito en el decimostercer volumen del Diccionario geográfico-estadístico-histórico de España y sus posesiones de Ultramar de Pascual Madoz de la siguiente manera:

VEGUILLAS: l. con ayunt. en la prov. de Teruel (6 leg.), part. jud. y dióc. de Albarracin (5), aud. terr. de Zaragoza (30), y c. g. de Aragon: sit. en terreno elevado á la falda meridional de la sierra de Albarracin cerca de la confluencia de los antiguos reinos de Castilla, Aragon y Valencia; el clima es frio pero muy sano. Tiene 36 casas repartidas en seis calles y una plaza; una escuela de instruccion primaria concurrida por 24 niños; igl. parr. (La Sma. Trinidad) servida por un cura de entrada y de provision ordinaria; una ermita á la salida del pueblo y un cementerio saludable. Confina el térm. por el N. con el de Alobras; E. el Cuerbo; S. Arroyo de Cerezo, y O. Salvacañete. El terreno es árido y de secano, con algunos manantiales de aguas de mediana calidad, y algunos montes con pinos, sabinas, rebollos y encinas. Los caminos son de herradura y locales. El correo se recibe de Albarracin. prod.: trigo morcacho, centeno, cebada, avena, patatas y legumbres; hay cria de ganado lanar y cabrío y caza de perdices. pobl.: 32 vec., 132 alm. El presupuesto municipal asciende á 2,522 rs. y se cubre con el producto de propios y el déficit por reparto vecinal.
(Madoz, 1849, p. 634)

Hasta la reforma de la nomenclatura municipal de 1916 el municipio se llamaba simplemente Veguillas. En dicha fecha su nombre fue modificado por el de Veguillas de la Sierra.

## Demografía
Veguillas de la Sierra cuenta con una población de 24 habitantes (INE 2024).
| Gráfica de evolución demográfica de Veguillas de la Sierra entre 1857 y 2021 |
| |
| Población de derecho según los censos de población del INE Población de hecho según los censos de población del INEEn estos censos se denominaba Veguillas: 1860, 1877, 1887, 1897, 1900 y 1910 Entre el censo de 1857 y el anterior, aparece este municipio porque se segrega del municipio 44092 (El Cuervo) hacia 1845 |

## Administración y política
| Período   | Alcalde                 | Partido |  |
| --------- | ----------------------- | ------- |  |
| 1979-1983 | Ildefonso Gómez Giménez | UCD     |  |
| 1983-1987 |                         |         |  |
| 1987-1991 |                         |         |  |
| 1991-1995 |                         |         |  |
| 1995-1999 |                         |         |  |
| 1999-2003 | Sergio Giménez Gómez    | PSOE    |  |
| 2003-2007 | Sergio Giménez Gómez    | PSOE    |  |
| 2007-2011 | Ildefonso Gómez Giménez | PAR     |  |
| 2011-2015 | Ildefonso Gómez Giménez | PAR     |  |

| Partido político    | Partido político                                   | 2003   | 2007   | 2011   | 2015   |
| Partido político    | Partido político                                   | Ediles | Ediles | Ediles | Ediles |
|                     | Partido Popular de Aragón (PP)                     | —      | —      | —      | 1      |
|                     | Partido Aragonés (PAR)                             | —      | 1      | 1      | —      |
|                     | Partido de los Socialistas de Aragón (PSOE-Aragón) | 1      | —      | —      | —      |
| Total de concejales | Total de concejales                                | 1      | 1      | 1      | 1      |

## Cultura

### Patrimonio

#### Arquitectura civil
- Fuente Nueva, a la entrada de la población, posee pilón y abrevadero, obra de comienzos de la II República 1931, restaurada.[10]
- Lavadero público, junto a la Fuente Nueva, construido al tiempo que la fuente, restaurado.

#### Arquitectura religiosa
- Iglesia de la Santísima Trinidad. Iglesia parroquial bajo la advocación de la Santísima Trinidad.[11] Fábrica del siglo XVIII, posee tres naves: la mayor cubierta con bóveda de medio cañón con lunetos y las laterales con bóveda de arista. Decorada con estucos barrocos y pinturas neoclásicas en arcos y pilares, posee una torre cuadrada a los pies, lado del evangelio, que sobresale dos cuerpos por encima de la cobertura del templo.[10]
- Ermita de San Marcos. También conocida como «iglesia Vieja», pudo ser la primitiva parroquial de la Santísima Trinidad, ya descrita por Sebastián de Utienes en el siglo XVII (1618).[12] La construcción tiene anexa por la fachada del evangelio (septentrional) un cementerio que luce en el frontis de la entrada la fecha de «1805», aludiendo quizá al momento en que se construyó el cerramiento.

### Fiestas
Veguillas celebra las fiestas los días 22, 23 y 24 de agosto, estando consagradas a san Roque, a santa Waldesca o Ubaldesca, y a la Santísima Trinidad.